# Lubrificante

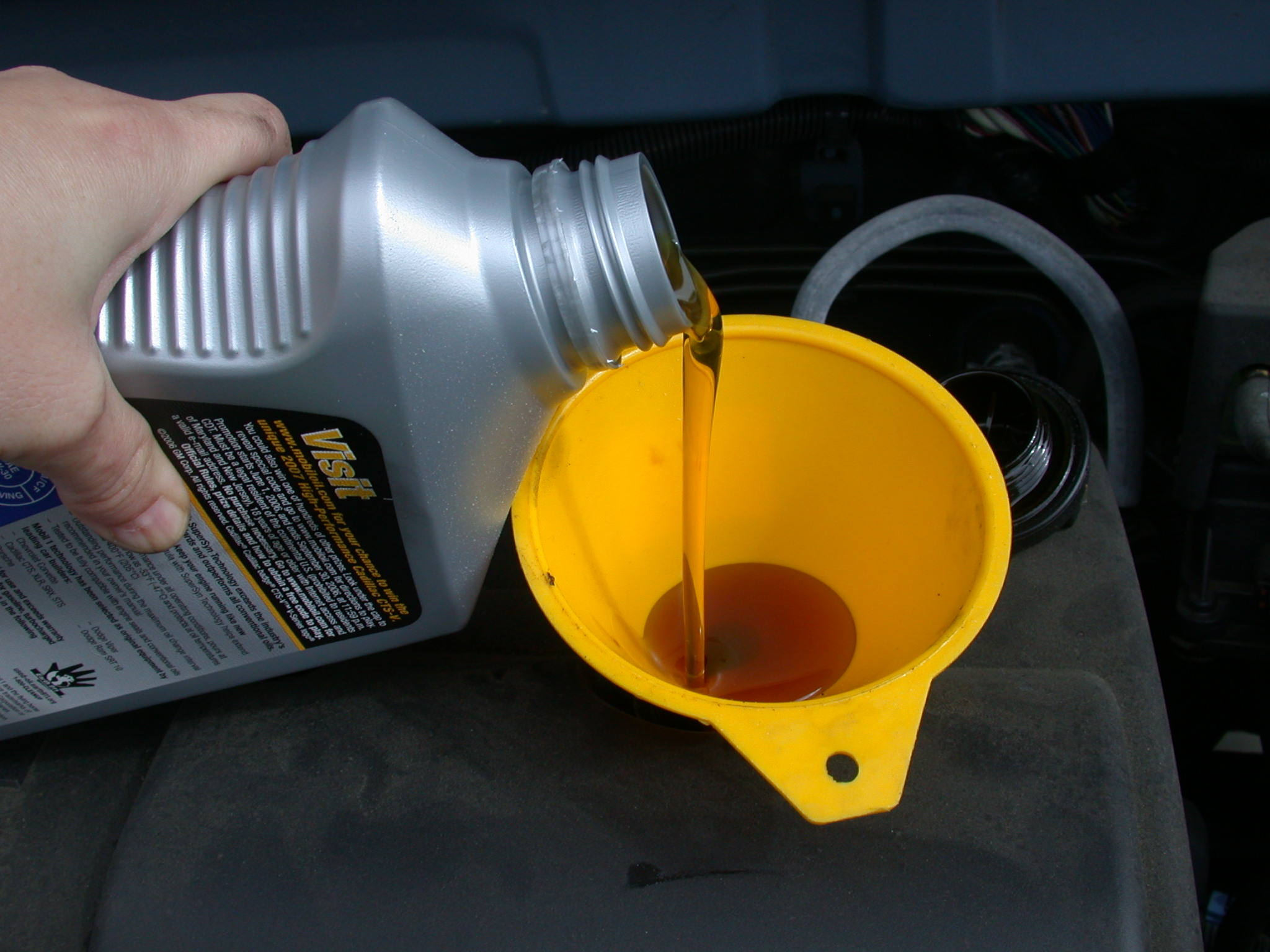
Óleo lubrificante sendo colocado num motor com o auxílio de um funil.

Os lubrificantes são substâncias que colocadas entre duas superfícies móveis ou uma fixa e outra móvel, formam uma película protetora que tem por função principal reduzir o atrito, o desgaste, bem como auxiliar no controle da temperatura e na vedação dos componentes de máquinas e motores, proporcionando a limpeza das peças, protegendo contra a corrosão decorrente dos processos de oxidação, evitando a entrada de impurezas, podendo também ser agente de transmissão de força e movimento, ajudando também em atitudes extras.
Baseando-se inicialmente em óleos naturais, as necessidades de lubrificantes das máquinas mudaram para materiais à base de petróleo no início do século XX. Um grande avanço veio com o desenvolvimento da destilação a vácuo de petróleo, conforme descrito pela Vacuum Oil Company. Essa tecnologia permitiu a purificação de substâncias muito não voláteis, que hoje são comuns em muitos lubrificantes.
A lubrificação é um dos principais itens de manutenção de máquinas industriais e automotivas e deve, portanto, ser entendida e praticada para garantir um real aumento da vida útil dos componentes
Os lubrificantes apresentam-se principalmente nos estados sólido (grafite), pastoso (graxas) e líquido (óleos lubrificantes).